# Nuglerus pustulatus
Nuglerus pustulatus är en insektsart som först beskrevs av Mclachlan 1867.  Nuglerus pustulatus ingår i släktet Nuglerus och familjen myrlejonsländor. Inga underarter finns listade i Catalogue of Life.